# Roger III de Carcassonne
Roger III de Carcassonne, mort en 1067, comte de Carcassonne et de Razès, vicomte de Béziers et d'Agde de 1059-1060 à 1067, est le dernier représentant mâle de la lignée des comtes de Carcassonne. 

## Biographie
Seul fils de Pierre Raymond, comte de Carcassonne et de Razès, vicomte de Béziers et d'Agde et de son épouse Rangarde de La Marche, il lui succède à sa mort vers 1059-1060.
Roger III meurt en 1067, sans laisser de postérité de son épouse Sibylle, attestée en 1064.
Sa mort entraîna une querelle de succession entre d'une part, ses cousins les comtes de Foix et d'autre part, sa sœur Ermengarde et son époux Raimond-Bernard Trencavel, vicomte d’Albi et de Nîmes.